# Tenggilis Rejo
Tenggilis Rejo is een bestuurslaag in het regentschap Pasuruan van de provincie Oost-Java, Indonesië. Tenggilis Rejo telt 2300 inwoners (volkstelling 2010).